# Storkägelbi
Storkägelbi (Coelioxys conoideus) är en biart som först beskrevs av Johann Karl Wilhelm Illiger 1806. Den ingår i släktet kägelbin och familjen buksamlarbin. Inga underarter finns listade.

## Beskrivning
Storkägelbiet har en kraftig kropp med svart grundfärg och mycket kort, brunaktig hårbeklädnad på mellankroppens rygg, och något längre, ljusaktig behåring på sidor och buk. Till skillnad från många andra kägelbin, däremot, har den inga sammanhängande band av ljusa filthår på bakkroppen; de ljusa filthåren är i stället samlade i regelbundna, filtaktiga, vita fläckar på sidorna av tergiterna nummer 1 till 4. Som hos alla kägelbin smalnar honans bakkropp av i en lång spets, medan hanen har flera taggar på bakkroppsspetsen. Kroppslängden uppgår till mellan 11 och 15 mm hos honan, mellan 12 och 14 mm hos hanen.

## Ekologi
Arten är en kleptoparasit hos stortapetserarbi (Megachile lagopoda) och Megachile maritima, larven lever i värdarternas bon där den lever av det insamlade matförrådet efter det den dödat värdägget eller larven. Habitatvalen följer värdarterna; storkägelbiet förekommer i naturtyper som dynmarker, alvar, ängar, hedar och sandtag, mera sällsynt gräsmarker på kalkjordar. Flygperioden varar från mitten av juni till augusti, och den besöker blommor som bland andra triftsläktet, rödmalva, björnbär, marviol, martorn, strandvinda, timjan, vägtistel, klint och korsörter.

## Utbredning
Storkägelbiet förekommer i stora delar av Europa och Mellanöstern, norrut till Sverige och Finland, och från södra England i väster till Iran och Afghanistan i öster. I Sverige förekommer arten på Öland. Den har tidigare förekommit från Skåne till Uppland men är numera lokalt utdöd. 
I Finland finns arten i de södra delarna av landet. Den har emellertid gått mycket tillbaka, och har under 2000-talet främst observerats från Nyland (med några få fynd i Egentliga Finland), österut (med flera luckor) till Södra Karelen, och norrut till Södra Savolax.
I Finland är arten rödlistad som sårbar ("VU"),, medan den i Sverige är klassificerad som akut hotad ("CR").